# Мильяс, Младен
Младен Мильяс (англ. Mladen Miljas; род. 7 октября 1992, Миссиссога, Онтарио, Канада) — канадский боксёр-профессионал, балканского происхождения, выступающий в тяжёлой весовой категории. Среди профессионалов чемпион Канады (2017—2022) в тяжёлом весе.
Лучшая позиция по рейтингу BoxRec — 35-я (март 2019 года) и является 4-м среди канадских боксёров тяжёлой весовой категории, а по рейтингам основных международных боксёрских организаций на сентябрь 2019 года занимал 14-ю строчку рейтинга WBA — уверенно входя в ТОП-40 лучших тяжеловесов всего мира.

## Биография
Младен Мильяс родился 7 октября 1992 года в городе Миссиссога, Канада.

## Профессиональная карьера
28 июля 2016 года провёл дебют на профессиональном ринге, победив техническим нокаутом во 2-м раунде словацкого боксёра Дэвида Вилетела (5-1).
1 декабря 2017 года победил техническим нокаутом в 2-м раунде опытного канадца Диллона Кармана (12-2) и завоевал титул чемпиона Канады в тяжёлом весе.
8 сентября 2018 года победил техническим нокаутом в 1 раунде известного джорнимэна Тревиса Фултона (25-46-2, 23 КО)
18 января 2019 года победил нокаутом во 2-м раунде неизвестного Веймена Картера (3-3) который параллельно являлся бойцом ММА. Рекорд в ММА (9-7)
2 марта 2019 года победил техническим нокаутом во 2-м раунде вышедшего в тираж джорнимэна Мэттью Грира (16-22)
9 августа 2019 года победил 38-летнего Аарона Чаверса (8-8-1) техническим нокаутом в 1 раунде и оставил бокс на 3 года
15 октября 2022 года вернулся и победил техническим нокаутом во 2-м раунде 39-летнего колумбийца Девидсона Гуэрру (4-8)
30 марта 2023 года в Торонто (Канда) победил 31- летнего Луиса Паскуаля из Мексики (18-8, 16 КО) по очкам UD 77-75 (трижды). Это была его первая победа по очкам.

## Статистика профессиональных боёв
В таблице перечислены результаты всех поединков боксёров.
В каждой строке указан результат поединка. Дополнительно номер поединка обозначен цветом, который обозначает итог поединка. Расшифровка обозначений и цветов представлена в нижеследующей таблице.
| Пример | Расшифровка                     |
| ------ | ------------------------------- |
|        | Победа                          |
|        | Ничья                           |
|        | Поражение                       |
|        | Планируемый поединок            |
|        | Поединок признан несостоявшимся |
| КО     | Нокаут                          |
| ТКО    | Технический нокаут              |
| PTS    | Решение судей (по очкам)        |
| UD     | Единогласное решение судей      |
| MD     | Решение большинства судей       |
| SD     | Раздельное решение судей        |
| RTD    | Отказ от продолжения боя        |
| DQ     | Дисквалификация                 |
| NC     | Поединок признан несостоявшимся |

| 14 поединков, 14 побед (13 нокаутом) | 14 поединков, 14 побед (13 нокаутом) | 14 поединков, 14 побед (13 нокаутом) | 14 поединков, 14 побед (13 нокаутом) | 14 поединков, 14 побед (13 нокаутом)                 | 14 поединков, 14 побед (13 нокаутом) | 14 поединков, 14 побед (13 нокаутом)                                                                                            | 14 поединков, 14 побед (13 нокаутом) |
| Бой                                  | Рекорд                               | Дата боя                             | Соперник                             | Место проведения боя                                 | Раундов, время                       | Дополнительно |                                      |
| ------------------------------------ | ------------------------------------ | ------------------------------------ | ------------------------------------ | ---------------------------------------------------- | ------------------------------------ | --- | ------------------------------------ |
| 13                                   | 13-0                                 | 15 октября 2022                      | Дэвинсон Гуэрра (18-8)               | Санта Марта, Колумбия                                | (8)                                  | |                                      |
| 12                                   | 12-0                                 | 9 августа 2019                       | Аарон Чейверс (8-8-1)                | Grand Casino, Хинкли, Миннесота, США                 | TKO 1 (6)                            | |                                      |
| 11                                   | 11-0                                 | 2 марта 2019                         | Мэтью Грир (16-22)                   | Delta Hotel by Marriott, Фарго, Северная Дакота, США | TKO 2 (6), 1:13                      | |                                      |
| 10                                   | 10-0                                 | 18 января 2019                       | Вейман Картер (3-3)                  | Grand Casino, Хинкли, Миннесота, США                 | KO 2 (6), 1:27                       | |                                      |
| 9                                    | 9-0                                  | 8 сентября 2018                      | Трэвис Фултон (25-46-2)              | Лоренс, Канзас, США                                  | TKO 1 (4), 1:58                      | |                                      |
| 8                                    | 8-0                                  | 1 декабря 2017                       | Диллон Карман (12-2)                 | Ниагара-Фолс, Онтарио, Канада                        | TKO 2 (8), 1:21                      | Завоевал титул чемпиона Канады (2-я защита Кармана) в тяжёлом весе. В 1-м раунде оба боксёра одновременно оказались в нокдауне. |                                      |